# Supercoppa serba 2018 (pallavolo maschile)
La Supercoppa serba 2018 si è svolta il 2 ottobre 2018: al torneo hanno partecipato due squadre di club serbe e la vittoria finale è andata per la seconda volta consecutiva al Novi Pazar.

## Regolamento
Le squadre hanno disputato una gara unica.

## Squadre partecipanti
| Squadra    | Qualificazione                     | Ultima partecipazione |
| ---------- | ---------------------------------- | --------------------- |
| Novi Pazar | Vincitrice Coppa di Serbia 2017-18 | Supercoppa serba 2017 |
| Vojvodina  | Vincitrice Superliga 2017-18       | Supercoppa serba 2017 |

## Torneo
| 2 ottobre 2018 Sportska Dvorana Pendik, Novi Pazar Durata: 1h:52 - Spettatori: 600 | Novi Pazar | 3 - 1 | Vojvodina | 26-24, 19-25, 25-22, 25-21 |